# Helena Langšádlová
Helena Langšádlová (ur. 14 października 1963 w Pradze) – czeska polityk i działaczka samorządowa, była wiceprzewodnicząca partii TOP 09, deputowana do Izby Poselskiej, od 2021 do 2024 minister ds. nauki, badań naukowych i innowacji.

## Życiorys
Ukończyła szkołę średnią techniczną ze specjalizacją w zakresie budownictwa wodnego. W połowie lat 80. pracowała jako technik w wydziale budownictwa i planowania przestrzennego w administracji powiatu Praga-Zachód. Później zajmowała się wychowywaniem dzieci, powróciła do aktywności zawodowej w 1990, po czym prowadziła własną działalność gospodarczą jako właścicielka pensjonatu. W 2008 uzyskała licencjat z politologii na prywatnej uczelni Academia Rerum Civilium – Vysoká škola politických a společenských věd w Kolínie, a w 2010 magisterium z politologii i stosunków międzynarodowych w szkole wyższej Vysoká škola mezinárodních a veřejných vztahů Praha.
Od 1998 działała w samorządzie miasta Černošice. Była radną, burmistrzem (1998–2006) i wiceburmistrzem (2006–2010) tej miejscowości. W latach 2000–2008 oraz 2012–2013 zasiadała w radzie kraju środkowoczeskiego. Od 2004 do 2010 wchodziła w skład Komitetu Regionów. Była związana z KDU-ČSL, w 2009 dołączyła do partii TOP 09. Kierowała jej strukturami regionalnymi, w latach 2011–2017 pełniła funkcję wiceprzewodniczącej ugrupowania.
W 2010 po raz pierwszy uzyskała mandat deputowanej do Izby Poselskiej. Z powodzeniem ubiegała się o poselską reelekcję w wyborach w 2013, 2017 i 2021.
W grudniu 2021 objęła stanowisko ministra ds. nauki, badań naukowych i innowacji w nowo powołanym rządzie Petra Fiali. Urząd ten sprawowała do maja 2024.